# Zielona księga
Zielona księga (ang. green paper) – w terminologii Unii Europejskiej zielona księga to dokument prezentujący stan obecny jakiegoś zagadnienia, służący procedurze konsultacyjnej pomiędzy instytucjami UE, a także z państwami członkowskimi i obywatelami UE. Zielona księga jest raportem zbierającym informacje na określony temat i zazwyczaj stanowi punkt wyjścia dla opracowania białej księgi.